# Вилово
Вилово је насеље у општини Тител, у Јужнобачком округу, у Србији. Према попису из 2022. било је 975 становника.

## Положај
Вилово налази се у југоисточном делу Бачке, у Шајкашкој. Оно се ушорило на средини пута Нови Сад – Тител, са обе стране пута, у подножју Тителског брега, које га по положају чини јединственим у односу на друга, околна, равничарска села.
У односу на главне саобраћајне коридоре AП Војводине и Србије, Вилово је смештено периферно. Саобраћајни положај условљавају му регионални пут Нови Сад — Шајкаш — Вилово — Тител — Ковачица.
Као и цела Шајкашка, атар Вилова се одликује квалитетним обрадивим површинама. O квалитету земљишта и другим природним погодностима Шајкашке, па и Вилова, остао је записан исказ генералног граничарског директора аустријског надвојводе Лудвига од 20. новембра 1808, који је и данас актуелан: „Тло у Шајкашком батаљону састоји се од веома добрих, масних, делом црне, делом од саме природе срећно мешаних врста земље. У погледу плодности Батаљон треба сврстати у првокласну земљу. Природа је у овом пределу веома благословна; све што је потребно за људски живот налази се овде. Успевају све врсте житарица и поврћа, успевају добар лан и кудеља, све врсте воћа; коња, рогате стоке, свиња, оваца, коза, риба има у изобиљу.“
За Вилово се може констатовати да је клима континентална, доста уједначена и да нема великих варирања.
Због великих водених површина којима је у прошлости било окружено, врло је могуће да су први становници Вилова били рибари који су живели у рибарским колибама, те су, по предању, „виђали“ виле како играју крај воде на месечини, па су по њима дали име своме месту.

## Историја
Први попис Вилова налази се у дефтеру за Сегедински санџак из 1560.
- 1561. и 1566 - 1574. године. Онде се каже да село „Филова“ припада тителској нахији.

Да би задржало српско становништво досељено у ове крајеве, у великој сеоби под Арсенијем III Чарнојевићем, а са циљем да штите границе Угарске од евентуалног угрожавања из Баната који је у то време представљао јаку турску базу, аустријски двор је већ 1702. године приступио формирању Посавско-подунавске и Потиско — поморишке војне границе. У састав дела Подунавске границе, у склопу Славонског генералата са седиштем у Осијеку, ушли су Тител и Вилово, који су сачињавали једну коњичку и две пешадијске компаније – са 250 људи и Ковиљ са Сентиваном (Шајкаш), са једном коњичком и једном пешадијском компанијом од 150 људи.
Резолуцијом царице Марије Терезије 6. марта 1763. године формира се Шајкашки батаљон у који су већ у јесен исте године, ушли граничари Титела, Вилова, Мошорина, Лока, Гардиноваца и Жабља, у којем Вилово са осталих тринаест села Шајкашке, остаје до расформирања Батаљона које је уследило 1872. године .
Прва и најстарија виловачка православна црква била је мала грађевина, посвећена (као и данашња) Св. Стефану Дечанском тј. Св. Мрати. Каже су за њу 1893. године да је била на месту где тада гостионица Гавре Туцакова. Она се само помиње 1777. године, као богомоља од набоја, покривена шиндром. Темељи данашњег храма освештани су 4. августа/23. јула 1805. године. Сама градња трајала је током 1805-1806. године.

## Мађарска буна
Стицајем историјских околности у једном периоду свог развоја, у време Буне, посебно у пролеће 1849. године, Вилово је постало поприште великих судбоносних битака за опстанак српског народа на војвођанским просторима.
Вођена је ту одсутна битка после поноћи 1/13. априла 1849. године, по насипима, баруштинама, мочварама и шумама око Mошорина и Вилова. Захваљујући великом јунаштву српских бораца, Тителска висораван, остала је за Мађаре несавладива.
За свој подвиг у бици код Вилова, мајор Jован Стефановић je добио аустријски предикат "Витез од Вилова" - Виловски.
После ове велике битке којa се догодила на Велики петак, 1/13. априла 1849. године, Бечке новине "Wanderer" (бр. 98, од 21. априла 1849, допис из Загреба) између осталог пишу: “Стратимировић je Мађаре у Шајкашком Батаљону до ногу потукао (aus Haupt geschlagen). Српска војска бејаше концентрована у местима Вилово, Mошорин и Тител. Перцел се приближио са својом војском ка Вилову. Дана 13. априла око пола два сахата ноћу удари Стратимировић на Mађаре са Mошоринске и Виловске стране. Борба бијаше врло жестока. После осам сахата бејаху Мађари на свима тачкама надбијени и одбегоше на три стране; у бекству запалише места Сентиван и Каћ, који се у пламен претворише. Срби се после бојa повратише у Mошорин и Тител. Од Mађара је неколико стотина погинуло, Срби имађаху тринаест мртвих и четрдесет рањених. Оволико се дознало 14. т. м. службеним путем.”
Михаило Полит Десанчић у некрологу Виловском, објављеном у Бранику 14/27. марта 1902, бр. 32, je између осталог, навео и следеће: "... Данашњи српски нараштај ваљда је нешто по предању чуо, ваљда је нешто и читао o бици код Вилова у г. 1849. Ал да ли се зна, да оно мало село у Шајкашкој, што се зове Вилово, има свога историског значаја по Српство, a има свога историског значаја и по читаву монархију. Дана 1. априла 1849. године. борило се код Вилова 1400 војника српских са 17 топова против огромне снаге мађарског генерала Перцела, који је имао 8000 пешака, мноштво кавалеријe и топова, те су српски синови који би се могли сравнити са Шпартанцима, одржали сјaјну победу. Од те сјајне битке и српске победе код Вилова врли покојник, који је у тој битци сјајни удео имао, добио је предикат "Виловски" и Леополдов орден..."
У лето 1850. године састављен је извештај о штети претрпљеној током грађанског рата (Мађарске буне). Од свих места Шајкашке најмању - симболичну штету су пријавили Виловчани. Било је то зато што црква није ни мало пострадала, попут оних у Тителу, Локу и Мошорину. Тражили су само 131 ф. одштете, а је Поверенство истакло веће потраживања: за црквене утвари - 810 ф., за оправку и унутрашњи намештај цркве - 50 ф. што је укупно било 860 ф. То је значило да је црква и по званичним подацима била током рата сачувана.

## Грађански поредак
Виловчани су од настанка села па до развојачења, готово 170 година, били војници, граничари у простору омеђеном двема моћним империјама. Истовремено бавећи се пољопривредом, сточарством и занатством, прихватали су добровољно, или уз помоћ законских регулатива, знања и искуства моћне Аустријске царевине.
Већ наредне године после развојачења, Шајкашки батаљон је уклоњен у Бачко-бодрошку жупанију и подељен на тителски и жабаљски срез.
Вилово је увек било мало српско место, док је осталих народа много мање. Број становника је у другој половини 19. века растао. Тако 1880. године у месту има: 906 Срба, 11 Мађара, 18 Немаца, 10 Словака а осталих 48, што укупно износи 993 становника. Деценију касније 1890. године Вилово има 1094 житеља, од којих Срба 1052, Мађара 20 и Немаца 22.
Према православној парохијској статистици у месту је крајем 1891. године било: 1161 православац, 216 православних домова, један свештеник, 85 ученика, једна основна школа.
Када су 1894. године скупљани прилози за споменик митрополиту Стратимировићу одазвали су се многи Виловчани. Тако су новац дали у укупном износу 23 ф. 45 новчића: Српска црквена општина, поп Ђорђе Иванић парох, Тима Бабић црквени председник, Михаил Рошуљ тутор, Милан Радивојевић учитељ, Димитрије Мандић општински бележник, Аца Галић кнез, Богољуб Јовановић касир, Ференц Хорват наредник, Политичка општина, Ђока Опра надзорник долме, и житељи Гавра Туцаков, Светислав Бозика, Лазар Шикопарија, Милош Дамјанов и Игњат Медаков.
Од почетка Првог светског рата, велики број Срба из Вилова је био мобилисан у аустроугарску војску и послат на фронт. Међу њима је било много дезертера који су се предавали српској и руској војсци, или касније, као „логоши“ и „зелени кадар“, деструктивно деловали у позадини. Један од њих био је Тима Берар из Вилова, који је прешавши Русима био припадник Прве југословенске бригаде образоване у Октобарској револуцији.

## Рација
Вилово, је нажалост у историји забележено и као место у којем је на најсвирепији начин од стране мађарских фашиста спроведена рација — погром над недужним становништвом јануара 1942. године, која је оставила трајне, дубоке ожиљке у колективној свести житеља овог села.
Село је дана 12. јануара 1942. године, опкољено и блокирано. Србима је забрањено да га напуштају, a војска, жандармерија, детективи и наоружани мештани су се брзо организовали да нападну локално становништво.
Увече, 12. јануара почело је хапшење мештана. До 15. јануара ухапшена је четвртина села.
Запрежним колима и камионима, пребачени су у Шајкаш и затворени у општинску зграду, где су страховито тучени и мучени, одакле је један део пуштен, a други део ухапшених је однесен у Гардиновце, на Дунаву убијен и бачен под лед.
Дан ослобођења 22. октобра 1944. године донели су у Вилово борци Шајкашког партизанског одреда, XII војвођанске бригаде, и борци Црвене армије.

## Црква
Случајно или божијом вољом у малој виловачкој цркви, саграђеној 1806. године, уграђен је један од најлепших и највреднијих иконостаса на коме је радио велики српски барокни сликар и иконописац из 18. века Стефан Тенецки.
Решењем бр. 469 од 26. јуна 1957. године Завода за заштиту и научно проучавање споменика културе АПВ у Новом Саду, иконостас српске православне цркве у Вилову, Срез новосадски, власништво црквене општине у Вилову, рад Стефана Тенецког, рађен у години 1752, на коме је у четири зоне распоређено тридесет девет икона, стављен је под заштиту државе.
Стари део сеоског гробља је такође споменик културе, али нажалост није под заштитом државе, али ни бригом мештана. Први и најстарији део гробља налази се ближе селу и веома је запуштен. Обрастао је у траву и коров, а ижђикало је жбуње јоргована, јасмина и бокора дивљих ружа. По распореду жбуња може се видети где су гробови чак и када нема надгробног обележја. Поменуто жбуње је остатак зеленила које је у своје време сађено на гробу умрлих. У овом делу гробља сачувано је до данас тридесетак надгробних споменика. Већином су изграђени од браон камена у облику крста и усађени у ниску подлогу од цигле, која излази из земље око 50 см. Најстарији споменик на коме може да се прочита запис је из 1822. године. На споменицима из овог времена, на којима се могу прочитати записи, налазе се презимена: Алексић, Влаовић, Скелеџић и Ћурчић, што је несумњив праг старих виловачких породица, што потврђују и други извори.

## Школа
Поуздани подаци o постојању “илирске” (народне) школе у Вилову потичу из 1785. године. По том извештају школска зграда је била од набоја, прилично средовита (осредња). Деца су је слабо похађала, јер их родитељи нису приморавали. У школи је предаван и катихизис (веронаука), али је био слабо посећен. За првог учитеља у Вилову био је постављен Аврам Милетић који се негде помиње да је био прадеда Светозару Милетићу.

## Занимљивости
Занимљив је податак да ће у Вилову остати упамћена свадба која се у породици Мишков славила давне, 1907. године, у којој су гости били и чувени научници светског гласа Милева и Алберт Ајнштајн. У вези са овом свадбом забележено је: „У време њиховог боравка у Каћу, Милевин брат од тетке Мија Мишков, син Ђулке, сестре Милевине мајке Марије, женио се у Вилову, селу на пола пута између Каћа и Титела. Милева и Алберт били су позвани на венчање, које је било величанствено. Било је много гостију и све време је свирала музика. Више пута било је речено, да је пио чак и Алберт, мада је био познат као противник алкохола, и да је учествовао у весељу.“
У Вилову је слава православне цркве Свети краљ Стефан Дечански (познатија као Мрата), која се слави 24. новембра. У храму и при порти се обавља религиозни обред, уз сечење колача и свећење кољива које припрема и доноси кум славе.
Права је срећа и велико задовољство сазнање да се већина обичаја из прошлости задржала до данас, а посебно они који се односе на припрему и врсту хране, у шта се може уверити сваки посетилац који недељом у подне прође улицама Вилова, у којима се шири неодољиви мирис домаће пилеће супе и штрудле са маком и орасима.

## Демографија
У насељу Вилово живи 824 пунолетна становника, а просечна старост становништва износи 36,9 година (35,8 код мушкараца и 38,0 код жена). У насељу има 345 домаћинстава, а просечан број чланова по домаћинству је 3,20.
Ово насеље је углавном насељено Србима (према попису из 2002. године).
|  |

| Демографија | Демографија | Демографија |
| Година      | Становника  | Становника  |
| ----------- | ----------- | ----------- |
| 1948.       | 1.221       |             |
| 1953.       | 1.218       |             |
| 1961.       | 1.154       |             |
| 1971.       | 1.169       |             |
| 1981.       | 1.089       |             |
| 1991.       | 1.077       | 1.057       |
| 2002.       | 1.103       | 1.172       |

| Етнички састав према попису из 2002.‍ | Етнички састав према попису из 2002.‍ | Етнички састав према попису из 2002.‍ | Етнички састав према попису из 2002.‍ | Етнички састав према попису из 2002.‍ |
| ------------------------------------ | ------------------------------------ | ------------------------------------ | ------------------------------------ | ------------------------------------ |
|                                      |                                      |                                      |                                      |                                      |
| Срби                                 | Срби                                 |                                      | 985                                  | 89,30%                               |
| Мађари                               | Мађари                               |                                      | 42                                   | 3,80%                                |
| Роми                                 | Роми                                 |                                      | 39                                   | 3,53%                                |
| Југословени                          | Југословени                          |                                      | 13                                   | 1,17%                                |
| Хрвати                               | Хрвати                               |                                      | 3                                    | 0,27%                                |
| Словенци                             | Словенци                             |                                      | 2                                    | 0,18%                                |
| Словаци                              | Словаци                              |                                      | 2                                    | 0,18%                                |
| Црногорци                            | Црногорци                            |                                      | 1                                    | 0,09%                                |
| Албанци                              | Албанци                              |                                      | 1                                    | 0,09%                                |
| непознато                            | непознато                            |                                      | 1                                    | 0,09%                                |

| \| \| м \| \| \| ж \| \| ? \| 4 \| \| \| 12 \| \| 80+ \| 10 \| \| \| 10 \| \| 75—79 \| 14 \| \| \| 14 \| \| 70—74 \| 19 \| \| \| 26 \| \| 65—69 \| 31 \| \| \| 34 \| \| 60—64 \| 27 \| \| \| 29 \| \| 55—59 \| 21 \| \| \| 27 \| \| 50—54 \| 28 \| \| \| 32 \| \| 45—49 \| 48 \| \| \| 30 \| \| 40—44 \| 29 \| \| \| 40 \| \| 35—39 \| 39 \| \| \| 46 \| \| 30—34 \| 40 \| \| \| 34 \| \| 25—29 \| 41 \| \| \| 30 \| \| 20—24 \| 49 \| \| \| 29 \| \| 15—19 \| 47 \| \| \| 43 \| \| 10—14 \| 48 \| \| \| 33 \| \| 5—9 \| 39 \| \| \| 43 \| \| 0—4 \| 27 \| \| \| 30 \| \| Просек : \| 35,8 \| \| \| 38,0 \| |      |  |  |      |
| |      |  |  |      |
| | м    |  |  | ж    |
| ? | 4    |  |  | 12   |
| 80+ | 10   |  |  | 10   |
| 75—79 | 14   |  |  | 14   |
| 70—74 | 19   |  |  | 26   |
| 65—69 | 31   |  |  | 34   |
| 60—64 | 27   |  |  | 29   |
| 55—59 | 21   |  |  | 27   |
| 50—54 | 28   |  |  | 32   |
| 45—49 | 48   |  |  | 30   |
| 40—44 | 29   |  |  | 40   |
| 35—39 | 39   |  |  | 46   |
| 30—34 | 40   |  |  | 34   |
| 25—29 | 41   |  |  | 30   |
| 20—24 | 49   |  |  | 29   |
| 15—19 | 47   |  |  | 43   |
| 10—14 | 48   |  |  | 33   |
| 5—9 | 39   |  |  | 43   |
| 0—4 | 27   |  |  | 30   |
| Просек : | 35,8 |  |  | 38,0 |

| Година пописа     | 1948. | 1953. | 1961. | 1971. | 1981. | 1991. | 2002. |
| ----------------- | ----- | ----- | ----- | ----- | ----- | ----- | ----- |
| Број домаћинстава | 308   | 331   | 318   | 326   | 336   | 320   | 345   |

| Број чланова      | 1  | 2  | 3  | 4  | 5  | 6  | 7  | 8 | 9 | 10 и више | Просек |
| ----------------- | -- | -- | -- | -- | -- | -- | -- | - | - | --------- | ------ |
| Број домаћинстава | 51 | 92 | 64 | 65 | 45 | 14 | 10 | 1 | 2 | 1         | 3,20   |

| Пол    | Укупно | Неожењен/Неудата | Ожењен/Удата | Удовац/Удовица | Разведен/Разведена | Непознато |
| ------ | ------ | ---------------- | ------------ | -------------- | ------------------ | --------- |
| Мушки  | 447    | 153              | 259          | 26             | 9                  | 0         |
| Женски | 436    | 70               | 292          | 69             | 5                  | 0         |
| УКУПНО | 883    | 223              | 551          | 95             | 14                 | 0         |

| Пол    | Укупно                    | Пољопривреда, лов и шумарство | Рибарство                            | Вађење руде и камена | Прерађивачка индустрија       |
| ------ | ------------------------- | ----------------------------- | ------------------------------------ | -------------------- | ----------------------------- |
| Мушки  | 251                       | 146                           | 0                                    | 1                    | 27                            |
| Женски | 104                       | 67                            | 0                                    | 0                    | 4                             |
| Укупно | 355                       | 213                           | 0                                    | 1                    | 31                            |
|        |                           |                               |                                      |                      |                               |
| Пол    | Производња и снабдевање   | Грађевинарство                | Трговина                             | Хотели и ресторани   | Саобраћај, складиштење и везе |
| Мушки  | 0                         | 36                            | 11                                   | 1                    | 6                             |
| Женски | 0                         | 0                             | 14                                   | 3                    | 4                             |
| Укупно | 0                         | 36                            | 25                                   | 4                    | 10                            |
|        |                           |                               |                                      |                      |                               |
| Пол    | Финансијско посредовање   | Некретнине                    | Државна управа и одбрана             | Образовање           | Здравствени и социјални рад   |
| Мушки  | 0                         | 1                             | 6                                    | 3                    | 1                             |
| Женски | 3                         | 1                             | 2                                    | 2                    | 4                             |
| Укупно | 3                         | 2                             | 8                                    | 5                    | 5                             |
|        |                           |                               |                                      |                      |                               |
| Пол    | Остале услужне активности | Приватна домаћинства          | Екстериторијалне организације и тела | Непознато            | Непознато                     |
| Мушки  | 4                         | 0                             | 0                                    | 8                    | 8                             |
| Женски | 0                         | 0                             | 0                                    | 0                    | 0                             |
| Укупно | 4                         | 0                             | 0                                    | 8                    | 8                             |